# Pillars of Eternity II: Deadfire
Pillars of Eternity II: Deadfire es un videojuego de rol desarrollado por Obsidian Entertainment y publicado por Versus Evil. Deadfire es la secuela de Pillars of Eternity (2015) y se lanzó para Microsoft Windows, Linux, macOS en mayo de 2018 y para PlayStation 4 y Xbox One en enero de 2020. Originalmente se anunció una versión para Nintendo Switch en 2018, pero finalmente se canceló en febrero de 2022 después de múltiples retrasos. El juego se anunció en enero de 2017 con una campaña de financiación colectiva en Fig, donde alcanzó su objetivo de financiación en un día.

## Jugabilidad
Pillars of Eternity II: Deadfire es un videojuego de rol que se juega desde una perspectiva isométrica. Están disponibles tanto compañeros de la primera entrega como nuevos, que dependiendo de las elecciones realizadas por el jugador, desempeñan un papel opcional en la historia dentro del juego. Deadfire se centra en la navegación marítima y la exploración de islas a través de un barco. También se pueden contratar tripulaciones para que ayuden en la gestión y el combate entre barcos. Es un juego basado en clases, y cada clase tiene al menos cuatro subclases opcionales con habilidades únicas, siendo esto una distinción respecto al primer título.

## Trama
Deadfire es una secuela directa de Pillars of Eternity, que tiene lugar en el mundo de Eora. Al igual que en el primer juego, el jugador asume el papel de un "Observador", un personaje con la capacidad de mirar dentro de las almas de otras personas y leer sus recuerdos, así como los de sus vidas pasadas. La historia comienza cinco años después de los acontecimientos del primer juego. Eothas, el dios de la luz y el renacimiento que se creía muerto, despierta bajo la fortaleza del jugador, Caed Nua, desde el primer juego. El despertar de Eothas es extremadamente violento y destruye Caed Nua, mientras drena las almas de las personas de los alrededores. Al Vigilante también le arrancan un pedazo de su alma durante el ataque, pero apenas logra aferrarse a la vida. En este estado casi muerto, son contactados por Berath, el dios de la muerte, quien les ofrece restaurar su alma a cambio de aceptar convertirse en el heraldo de Berath y asumir la tarea de perseguir a Eothas para descubrir lo que está planeando. La búsqueda de Eothas lleva al Vigilante (y su tripulación) en barco al Archipiélago Deadfire, donde deben intentar buscar respuestas, respuestas que podrían arrojar a los mortales y a los propios dioses al caos. Las acciones y decisiones del jugador en el primer juego influyen en ciertos elementos de la historia de Deadfire.
A lo largo de la historia, el Vigilante se encuentra con cuatro facciones diferentes que compiten por el control del área de Deadfire: la imperialista Royal Deadfire Company, que actúa en nombre del imperio expansionista Rauatai; la Vailian Trading Company, más mercantil y con fines de lucro, que actúa en nombre de las Repúblicas de Vailian; la tradicionalista Huana, una alianza tribal de nativos que buscan defender la independencia de su pueblo; y los Príncipi sen Patrena, una federación de piratas que buscaban establecer una república propia. El Vigilante puede ayudar u obstaculizar a estas facciones en el camino. A través de su búsqueda de Eothas, el Vigilante finalmente descubre las verdaderas intenciones del dios: su objetivo es romper la Rueda, el ciclo de reencarnación que gobierna las almas de Eora y, por extensión, alimenta a los dioses con la energía que necesitan para mantenerse, con la esperanza de que en Al hacerlo, puede romper el control de los otros dioses sobre todos los seres mortales, permitiéndoles ser libres de perseguir sus propios destinos. Para ello, busca la mítica ciudad perdida de Ukaizo, donde se encuentra el mecanismo que controla la Rueda. Aunque los otros dioses intervienen varias veces en un intento de detener a Eothas, él no se inmuta y continúa hacia su objetivo. Ya sea jurando lealtad a una de las facciones y obteniendo su ayuda o actuando de forma independiente, el Vigilante y su barco desafían el tormentoso mar del Mortero de Ondra, que protege la ciudad de Ukaizo, justo cuando Eothas hace su último acercamiento a la Rueda y se enfrenta. él allí. Eothas, aunque simpatiza con el Vigilante, se niega a dar marcha atrás en su esfuerzo y le explica que destruir la Rueda probablemente lo mataría a él y al resto de los dioses para siempre, pero que su muerte también le dará el poder de representar un gran cambio en todo Eora. Antes de destruir la Rueda, les devuelve el pedazo del alma del Vigilante que les quitó, liberándolos así de su deuda con Berath, y les pide consejo sobre cuál debería ser ese cambio. Luego sigue un epílogo que detalla los efectos que las decisiones del Vigilante tuvieron en sus compañeros, las diferentes facciones, Deadfire y el mundo en general. Al final, el Vigilante decide regresar a casa en Dyrwood, sin saber qué deparará el futuro tanto para los dioses como para los mortales.

## Desarrollo
El juego fue desarrollado por Obsidian Entertainment, creadores del Pillars of Eternity original, y fue publicado por Versus Evil con una financiación parcial de Fig. En mayo de 2016, el director ejecutivo de Obsidian, Feargus Urquhart, anunció que el juego había entrado en producción. Al igual que su predecesor, Obsidian decidió lanzar una campaña de financiación colectiva en Fig para recaudar dinero para el desarrollo. La campaña se lanzó el 26 de enero de 2017, con un objetivo de financiación de 1.1 millón de dólares y 2,25 abiertos para capital. El objetivo de financiación se logró en menos de 23 horas y superó los 4,4 millones de dólares al final de la campaña.
El juego se lanzó para Microsoft Windows, Linux y macOS el 8 de mayo de 2018, e inicialmente estaba previsto que se lanzara en una fecha posterior para Nintendo Switch, PlayStation 4 y Xbox One. Un paquete de contenido descargable, Critical Role Pack, se lanzó de forma gratuita junto con el lanzamiento del juego, agregando voces y retratos de personajes adicionales de la primera campaña de Critical Role. En enero de 2019, se lanzó una actualización del juego que agregó un estilo de combate por turnos. La secuela finalmente se lanzó para PlayStation 4 y Xbox One en enero de 2020,  pero Versus Evil finalmente confirmó a través de su servidor oficial de Discord en febrero de 2022 que la versión de Nintendo Switch fue cancelada. Esto sigue a las noticias de un año antes, cuando Versus Evil dejó de lanzar parches para la versión Switch de Pillars of Eternity: Complete Edition, a pesar de los problemas no resueltos. Versus Evil citó las limitaciones del sistema Switch. 
El director de diseño de Pillars of Eternity, Josh Sawyer, explicó que si el equipo creara una secuela, la ubicarían en una ubicación diferente dentro del mundo ficticio del juego para garantizar que el escenario se sintiera nuevo e interesante. Sawyer declaró que uno de los objetivos de Deadfire era abordar las críticas planteadas por la abundancia de encuentros de combate de relleno en el juego original. El tamaño del juego es significativamente mayor que el original. En 2023, Sawyer sintió que ambos juegos de Pillars of Eternity eran sus trabajos más comprometidos debido a las demandas de los patrocinadores del crowdfunding de un diseño de juego conservador en lugar de implementar nuevas ideas. También ha dicho que si alguna vez hace Pillars of Eternity 3, preferiría hacer el combate por turnos en lugar de usar el sistema en tiempo real con pausa.

## Recepción
Pillars of Eternity II: Deadfire recibió críticas "generalmente favorables" de los críticos, según el sitio web de recopilación de reseñas Metacritic. Josh Sawyer dijo que las ventas del juego fueron "relativamente bajas" en comparación con sus expectativas.

Pillars of Eternity II: Deadfire recibió diferentes nominaciones, entre ellas a "Mejor narración" y "Juego de PC del año" en los Golden Joystick Awards 2018, a "Mejor juego de rol" en The Game Awards de 2018,  por "Juego de rol favorito de los fanáticos" en los Gamers' Choice Awards,  por "Juego de rol del año " en la 22ª edición anual de los DICE Awards, por "Logro destacado en escritura de videojuegos" en los Writers Premios Guild of America 2018, por " Videojuego Sobresaliente " en la 30ª edición de los GLAAD Media Awards,  y por "Juego de Aventuras" y "Mejor Escritura" en los Premios Webby 2019.